# 双柏龙属
双柏龙（学名：Shuangbaisaurus，意为“双柏县的蜥蜴”）是兽脚类恐龙的一个属，可能是中国龙的次异名。其生存于早侏罗世的中国云南省，属下包括单一物种安龙堡双柏龙（S. anlongbaoensis），所知于部分颅骨。与双冠龙和中国龙等其它兽脚类一样，双柏龙头上生有一对靠近颅骨中线的薄嵴。不同寻常的是，头冠向后延伸超出眼睛水平，再加上颧骨朝向独特，使描述者将其命名为一个新属。然而双柏龙的前颌骨和上颌骨间还有一道沟，该特征已被用于中国龙的定属。在中国龙属内存在的两种形态类型中，双柏龙较高大的颅骨更近似一般视为独立种的中国中国龙。

## 描述
双柏龙拥有较粗壮的颅骨（与中国龙相比），长度为54（21英寸），除去至少存在于眼眶上方的一对薄嵴，其长度与高度之比为2.84。头冠保存不完整，但显然主要由额骨可能还有眶后骨及前额骨形成。头冠继续向前延伸超过泪骨及鼻骨。双冠龙与中国龙也有类似头冠，但后者头冠延伸并未超过眼睛，故将其与双柏龙区分开来。
颚尖的前颌骨与上颌骨被一道沟槽分隔，这也是中国龙的鉴别特征之一。前颌骨高度大于长度，类似三叠中国龙标本LFGT LDM-L10，但既不像双冠龙，也不像中国中国龙标本KMV 8701。前颌骨底面的嵴高度远大于上颌骨的嵴，同样类似于LFGT LDM-L10。这两块骨骼在标本KMV 8701中彼此齐平，在双冠龙身上则成角度分离。上颌骨有着近乎垂直的前缘，与LFGT LDM-L10和KMV 8701均相似，双冠龙则更低矮且突出。上颌骨底缘前部成角度，使第一颗上颌齿向前突出。沿上颌骨底缘有一处与齿列平行的凹槽。
上颌骨从后方与颧骨相连。泪骨位于二者关节之上，包围环绕眶前孔的窝。颧骨侧面有一道朝向下方和后方的嵴，与恶魔龙相似；该嵴在中国龙及双冠龙身上则呈水平状。颧骨与方轭骨之间的关节亦相同。方轭骨逐渐变细至颞下孔下方一点，并于此处在后部连接隅骨。再往上看，泪骨与眶后骨三条长而细的降支相接，后者上三分之一部分凸出。从上面看，眶后骨指向前面的分支与指向后面的分支偏离，并由一处小凹陷隔开。额骨长且大，形成大部分颅顶。
双柏龙的眶前孔很大，大致占颅骨长度三分之一。该孔后缘向后倾斜，类似LFGT LDM-L10及双冠龙，但不类似KMV 8701。再往后看，眼眶呈锁孔状，后缘长于前缘。颞下孔大致呈梯形，长轴向上向后朝向颅骨后部顶端。颅顶表面的圆形颞上孔异常小，直径仅相当于眼眶水平后方颅顶长度的一半。

## 发现与命名
双柏龙所知于单具标本，即一个缺少大部分吻尖的不完整颅骨，现以CPM C2140ZA245之编号陈列于中国云南省楚雄彝族自治州的楚雄州立博物馆。此外颌骨前半截及后部亦与颅骨相连接。由于石化过程中的变形，标本吻部向左弯曲。其发现于楚雄彝族自治州双柏县安龙堡乡六那村的紫色粉砂岩层位中，此地位于著名的禄丰沉积物以南约100（62英里）处。该层位已鉴定属于早侏罗世冯家河组，地层年代暂定为赫塘阶。
2017年，该属模式种兼唯一种安龙堡双柏龙（S. anlongbaoensis）由王国付、尤海鲁、潘世刚和王涛正式描述并命名。属名取自双柏县，种名则取自安龙堡乡，故双名两部分均指其发现地。
菲利普·柯里等人在2019年的一篇会议摘要中提出，CPM C2140ZA245处于归入三叠中国龙标本的变异泛围之内。

## 分类
双柏龙是继双冠龙与中国龙后第三种确认拥有成对头冠的大型兽脚类（尽管较小的卡岩塔腔骨龙也有类似头冠）。双柏龙的外观总体上应与大致同时期的中国龙类似。然而两者明显区别在于，双柏龙的头冠明显延伸至超出眼眶，中国龙的头冠则截止于鼻骨及泪骨处而未超过眼眶。类似地，双柏龙颧骨向后及向下的朝向也是中国龙不具备的一项特征，后者颧骨面向水平方向。然而，双柏龙貌似具有分隔前颌骨与上颌骨的垂直沟槽，已由马修·卡拉诺等人于2012年确立为中国龙的鉴别特征之一，因而使王国付等人对新属的变得复杂。
关于双柏龙与中国龙关系的另一个问题，涉及到中国龙错综复杂的分类历史。该属至少已鉴别出一个物种，即三叠中国龙，由标本LFGT LDM-L10及LFGT ZLJT01组龙；另一具最初命名为“中国双冠龙”的标本，则或归入三叠中国龙，或归入第二个物种中国中国龙。KMV 8701高大的颅骨及前颌骨更近似双柏龙而非归入三叠中国龙的标本。由于这些差异，王国付等人选择保留中国中国龙作为独立种。目前尚未进行系统发育分析以定量确认双柏龙的演化关系。

## 古生态学
除双柏龙外，冯家河组还发现几种蜥脚形亚目恐龙。其中包括中和金沙江龙（疑似蜥脚类）、禄丰龙未定种、杨氏易门龙及黄氏云南龙（一具幼龙标本，同样发现于双柏县）。还发现了介形纲的达尔文介属。冯家河组沉积物中还存在一个多样化的动物遗迹群，包括遗迹分类群的平足实雷龙足迹、泥潭似鹬龙足迹、独副虚骨龙足迹、小河坝分似鹬龙足迹、昔阳杨氏足迹及晋宁郑氏足迹（后四种有时被视为似鹬龙足迹的异名）。
冯家河组与下禄丰组同时期，已知后者的中国龙身处由另一种兽脚类芦沟龙、蜥脚形亚目（包括金沙江龙未定种、许氏禄丰龙、巨型禄丰龙、程氏星宿龙及黄氏云南龙）、鸟臀类、鳄形超目、犬齿兽亚目和哺乳类、龟鳖目、两栖类及双壳纲所组成的一个具有多样性的组合中。